# Turó de Còdol
El Turó de Còdol és una muntanya de 1.073 metres que es troba al municipi d'Ogassa, a la comarca catalana del Ripollès.